# Tallium-triklorid
A tallium-triklorid egy talliumból és klórból álló szervetlen kémiai vegyület. Képlete TlCl3.

## Előállítása
Tallium-triklorid tetrahidrátot elő lehet állítani tallium-klorid klór és víz reakciójával:
{\displaystyle \mathrm {TlCl+Cl_{2}+4\ H_{2}O\longrightarrow TlCl_{3}\cdot 4H_{2}O} }
Nehéz dehidratálni anélkül hogy tallium-kloridra bomlana. De lehetséges tionil-kloriddal vagy foszgénnel reagáltatva szobahőmérsékleten:
{\displaystyle \mathrm {TlCl_{3}\cdot 4H_{2}O+4\ SOCl_{2}\longrightarrow TlCl_{3}+4\ SO_{2}+8\ HCl} }
{\displaystyle \mathrm {TlCl_{3}\cdot 4H_{2}O+4\ COCl_{2}\longrightarrow TlCl_{3}+4\ CO_{2}+8\ HCl} }
Közvetlenül elő lehet állítani nitrozil-klorid és tallium reakciójával ahol TlCl3·NOCl komplex keletkezik ami bomlik alacsony nyomáson:
{\displaystyle \mathrm {3\ NOCl+Tl\longrightarrow TlCl_{3}+3\ NO} }

## Tulajdonságai
A tallium-triklorid egy nagyon higroszkópos szilárd anyag, amely nagyon rosszul oldódik vízben, etanolban és éterben. 155 °C-on bomlik. Monoklin kristályszerkezete van, izotipikus az alumínium(III)-kloridal (a = 65,4 pm, b = 113,3 pm, c = 63,2 pm, β = 110° 12')
A tetrahidrátja színtelen szilárd anyag. Oldatatban hidrozálódik és erősen savas.  Jól oldódik etil-alkoholban és éterben.

## Felhasználása
Oxidálószerként használják a szerves és a fémorganikus kémiában.

## Fordítás
Ez a szócikk részben vagy egészben  a   Thallium(III)-chlorid című német Wikipédia-szócikk fordításán alapul.  Az eredeti cikk szerkesztőit annak laptörténete sorolja fel. Ez a jelzés csupán a megfogalmazás eredetét és a szerzői jogokat jelzi, nem szolgál a cikkben szereplő információk forrásmegjelöléseként.